# Flörsheim am Main
Flörsheim am Main – miasto w Niemczech, w kraju związkowym Hesja, w rejencji Darmstadt, w powiecie Main-Taunus. Leży nad Menem.